# 綿引穣
綿引 穣（わたひき ゆたか、1952年7月11日 - ）は、日本の元裁判官、公証人。

## 来歴・人物
東京都出身。中央大学法学部法律学科卒業。1977年旧司法試験合格。1978司法修習生32期（東京）。那覇地方裁判所・家庭裁判所、東京地方裁判所民事第12部部総括判事、東京高等裁判所判事、福岡高等裁判所那覇支部長を経て、2013年1月、東京高等裁判所判事。2014年3月31日依願退官。同年7月1日立川公証役場公証人。
妻の万里子も裁判官・弁護士（元名古屋高等裁判所長官、東芝社外取締役）である。

## 主な裁判
- 2007年3月27日 - クリスタル（現・ラディアホールディングス・プレミア）が日刊ゲンダイの記事で名誉毀損を受けたとして、発行元の日刊現代社に対して50万円の支払いを命じた。
- 2007年5月29日 - 不安や恐怖心を助長する違法な勧誘行為で熊本市の主婦に多額の献金をさせたとして、世界基督教統一神霊協会（統一教会）・信者などに対し約4,400万円の支払いを命じた。
- 2007年5月29日 - 芸能人の元夫が、不貞行為を行っていたとする写真週刊誌の記事により名誉毀損を受けたとして、光文社などに400万円の支払いと謝罪広告の掲載を命じた。
- 2008年2月19日 - 永田寿康元議員にメールを提供した男性らが、週刊誌の記事により名誉毀損を受けたとして、発行元の毎日新聞社に対して440万円の支払いを命じた。（堀江メール問題）
- 2008年4月22日 - オリコンがジャーナリストの烏賀陽弘道を相手取り名誉毀損で損害賠償を求めた訴訟で、烏賀陽に対しオリコンへ100万円の支払いを命じた。烏賀陽は5月2日、東京高裁へ控訴した。（オリコン・烏賀陽裁判）
- 2009年7月28日 - NHKが受信料支払いを拒否する世帯に対して支払いを求めた訴訟で、NHKの受信契約を自由意思に基づいたものと判断し男性2名にそれぞれ8万3,400円の支払いを命じた。